# Löcherholz
Löcherholz ist eine Kleinsiedlung in der Teilgemarkung des Ortsteils Westernach der Gemeinde Kupferzell im Hohenlohekreis im nordöstlichen Baden-Württemberg.

## Geschichte
In einer Schenkungsurkunde an das Kloster Gnadental, vom Stadtschreiber Friderich zu Rothenburg und seiner Ehefrau Anna von Neuenstein, wird der Ort als zu den Lochern bezeichnet.
Im 17. Jahrhundert wohnte hier ein Scharfrichter, der Galgen befand sich südlich von Belzhag, die entsprechende Flur heißt noch heute Galgen.
Löcherholz kam 1807 zum Patrimonialobervogteiamt Waldenburg und 1809 zur Gemeinde (Schultheißenamt) Westernach. Bei dieser Gemeinde blieb der Ort bis 1972.
Im Rahmen der Gebietsreform schloss sich Westernach am 1. Januar 1972 mit den Gemeinden Eschental, Feßbach, Goggenbach, Kupferzell und Mangoldsall zur neuen Gemeinde Kupferzell zusammen.